# Càsmena
Càsmena (en grec antic: Κασμένη, llatí: Casmenae) era una ciutat de Sicília, fundada com a colònia de Siracusa l'any 693 aC, segons diu Tucídides.
Heròdot diu que era el refugi dels gàmors (propietaris de les terres de cultiu), que havien estat expulsats de Siracusa. Els gàmors van demanar ajut contra Siracusa a Geló I de Gela. Es creu que la ciutat va ser conquerida i destruïda pels siracusans, car desapareix de la història. Tucídides sembla que en parla com un lloc que encara existia al seu temps. Podria correspondre a unes ruïnes a uns 3 km a l'est de Santa Croce i 15 km a l'oest de Scicli.